# Santana do Araguaia Airport
Santana do Araguaia Airport är en flygplats i Brasilien.   Den ligger i kommunen Santana do Araguaia och delstaten Pará, i den centrala delen av landet, 800 km norr om huvudstaden Brasília. Santana do Araguaia Airport ligger 186 meter över havet.
Terrängen runt Santana do Araguaia Airport är platt. Runt Santana do Araguaia Airport är det mycket glesbefolkat, med 3 invånare per kvadratkilometer.. Det finns inga samhällen i närheten.
Omgivningarna runt Santana do Araguaia Airport är huvudsakligen savann.